# Сподња Добрава (Моравче)
Сподња Добрава (словен. Spodnja Dobrava) је насељено место у општини Моравче, Средњесловенска регија, Словенија.

## Историја
До територијалне реорганизације у Словенији била је у саставу старе општине Домжале.

## Становништво
У попису становништва из 2011. године, Сподња Добрава је имала 30 становника.
| Број становника према пописима | Број становника према пописима | Број становника према пописима |
| ------------------------------ | ------------------------------ | ------------------------------ |
| 1991                           | 2002                           | 2011                           |
| 30                             | 36                             | 30                             |

## Галерија
- пејзаж
- пут